# تاکاهیتو اگوچی
تاکاهیتو اگوچی (انگلیسی: Takahito Eguchi؛ زادهٔ ۲۸ اوت ۱۹۷۱) آهنگساز، و نوازنده پیانو اهل ژاپن است. وی از سال ۱۹۹۵ میلادی تاکنون مشغول فعالیت بوده‌است.